# Sénoville
Sénoville település Franciaországban, Manche megyében. Lakosainak száma 191 fő (2022. január 1.). Sénoville Baubigny, Les Moitiers-d’Allonne, Sortosville-en-Beaumont, Surtainville és Bricquebec-en-Cotentin községekkel határos.

## Népesség
A település népessége az elmúlt években az alábbi módon változott:
| Lakosok száma | 183  | 161  | 162  | 199  | 223  | 212  | 201  | 189  | 189  | 191  |
|               | 1968 | 1982 | 1990 | 2006 | 2013 | 2015 | 2017 | 2019 | 2020 | 2022 |